# شمال ابوکاتا
شمال ابوکاتا (به لاتین: Abeokuta North) یک سکونت‌گاه مسکونی در نیجریه با جمعیت ۲۰۱٬۳۲۹ نفر است که در ایالت اوگون واقع شده‌است.